# 小行星5996
小行星5996（英語：5996 Julioangel）是一颗围绕太阳公转的小行星。1983年7月11日，愛德華·鮑威爾在可可尼诺县发现了此天体。
这颗小行星的绝对星等为353.01832等。